# هيما ماليني
هيما ماليني (16 أكتوبر 1948)، هي ممثلة ومنتجة ومخرجة هندية وراقصة كلاسيكية ومصممة رقصات وسياسية هندية والمعروفة في بوليود بأفلامها مع اميتاب باتشن ودارمندرا وشاشي كابور وراجيش خانا ومع المخرج ياش شوبرا وأشهر ادوارها كان بسنتي في الشعلة وغيتا وسيتا في فيلم غيتا وسيتا الذي حصلت في على جائزة أفضل ممثلة لسنة 1973 في حفل جوائز فيلمفير الهندية تعتبر هيما أحد انجح نجوم بوليود والهند فقد شاركة في ما يقارب 150 فيلم طوال مسيرة قدرت ب 40 عام رشحت هيما ماليني ل11جائزة أفضل ممثلة فيلمفير وفي عام 2000 حصلت على الإنجاز مدى الحياة من فيلمفير كما حصلت في نفس العالم على الوسام الهندي الرابع بادما شري كما اختيرت أفضل ممثلة في السبعينات من القرن العشرين في بوليود تزوجت من دارمندرا وانجبت منه طفلتين ايشا واهنا ديول كما تعتبر أفضل راقصة في تاريخ السينما الهندية.

## أشهر أفلامها
سيتا وجيتا 1972
الشعلة 1975
نصيب 1981
امير كارب 1974
دوست 1974
بريم نيجر 1974
سانسي 1975
كوشبو 1975
محبوبا 1976
كينارا 1977
ميرا 1979
القانون أعمى 1983
انجام 1987
فيجاي 1988
ريهاي 1988
هي رام 2000
بكبان 2003
فير زارا 2004

## الجوائز والترشيحات
- جوائز وترشيحات هيما ماليني

## روابط خارجية
- هيما ماليني على موقع IMDb (الإنجليزية)
- هيما ماليني على موقع ألو سيني (الفرنسية)
- هيما ماليني على موقع أول موفي (الإنجليزية)
- هيما ماليني على موقع إن إن دي بي (الإنجليزية)
- هيما ماليني على موقع قاعدة بيانات الفيلم (الإنجليزية)
- هيما ماليني على موقع كينوبويسك (الروسية)